# Kromerowo
Kromerowo (dawniej Kromerowa, niem. Krämersdorf) – wieś w Polsce położona w województwie warmińsko-mazurskim, w powiecie olsztyńskim, w gminie Barczewo. W latach 1975–1998 miejscowość administracyjnie należała do województwa olsztyńskiego.
Wieś położona na Warmii, między jeziorami Tumiany i Dadaj. Przez miejscowość przebiega droga krajowa nr 16. Przy wsi znajduje się tak zwany „zielony most” (przejście dla zwierząt nad drogą krajową), którym zwierzęta mogą bezpiecznie przechodzić nad drogą. Ma 60 metrów szerokości i 64 metry długości, inwestycja kosztowała około 20 mln zł.

## Historia
Wieś założona przez biskupa warmińskiego Marcina Kromera, wymieniana w dokumentach w 1354 i 1597 r. W 1571 r. od sześciu gospodarzy w Tumianach odkupiono 12 opuszczonych łanów, które biskup przekazał swojemu bratu Bartłomiejowi Kromerowi.
Kształtująca się osada została zasiedlona została głównie przez polskich kolonistów, pochodzących z Mazowsza. W XVIII wieku miejscowość dotknięta została epidemią dżumy, pustoszącej Prusy w latach 1709–1711. W drugiej połowie XIX stulecia Kromerowo rozwijało się powolnym rytmem, nie odgrywając znaczniejszej roli. Względny spokój mieszkańców wsi zburzył wybuch I wojny światowej. Po 1945 roku Kromerowo zostało zasiedlone przez polskich osadników. Położenie geograficzne miejscowości przyniosło prężny rozwój usług turystycznych.

## Przyroda
W 2010 roku w Kromerowie nad drogą krajową nr 16 postawiono tzw. zielony most dla zwierząt, rejestrujący faunę. Umieszczona na słupie kamera uruchamiana przez dekodery ruchu pozwala leśnikom monitorować przemieszczanie się m.in. borsuków, wilków, lisów czy danieli. Jest to pierwszy taki obiekt na Warmii i Mazurach.

## Termy Azzun
W Kromerowie zlokalizowany jest Hotel Azzun posiadający kompleks basenowo-saunowy pod nazwą Termy Azzun. Miejsce to obejmuje basen relaksacyjny o długości 15 m z przeciwprądem, basen o temperaturze 30 °C, umieszczony w grocie basen z muzyką słyszalną pod wodą przeznaczony do muzykoterapii, 2 ośmioosobowe jacuzzi, basen zewnętrzny z amfiteatrem oraz zespół saun i łaźni parowych. W każdy weekend organizowane jest dla gości hotelowych nocne pływanie.